# Marlene von Appen
Marlene von Appen (* 2005 in Hamburg) ist eine deutsche Schauspielerin.

## Leben
Von Appen wurde 2005 geboren. Neben ihrer Schauspielkarriere steht sie auf der Theaterbühne, singt im Chor und tanzt. Sie wurde durch ihre Rolle als Kira Dierksen in der 15. Staffel der Fernsehserie Die Pfefferkörner bekannt.
Die Ausstrahlung der 15. Staffel erfolgte ab dem 24. November 2018 auf Das Erste. Nach drei Folgen mit dem alten Team begannen die Folgen mit dem neuen Team ab dem 1. Dezember 2018. Die Dreharbeiten für die Folgen 187 bis 192 liefen von Juni 2018 unter der Regie von Andrea Katzenberger, die seit vielen Jahren für die Serie arbeitet, bis zum 10. August 2018. Der dritte Block der Staffel wurde im Herbst 2018 gedreht. Marlene von Appen lebt in Hamburg.

## Filmografie
- 2018–2024: Die Pfefferkörner (Fernsehserie, 26 Folgen)
- 2021: Großstadtrevier St. Pauli, 06:07 Uhr (Spielfilm)